# ملعب كوالكوم
ملعب كوالكم: هو ملعب متعدد الأغراض، في سان دييغو، كاليفورنيا، في منطقة مشن فالي. و تعود ملكية حقوق تسمية الملعب من قبل شركة كوالكوم. يعتبر هذا الملعب الملعب الرئيسي فريق «سان دييغو تشارجرز» في دوري كرة القدم الأمريكية ويلعب فيه أيضاً فريق كرة القدم الأمريكية لجامعة سان دييغو الذي ينافس في بطولة الجامعات الأمريكية. و كان فريق سان دييغو بادريس يلعب فيه من 1969 إلى 2003 حيث تم بناء ملعب بيتكو بارك.

## صور من الملعب

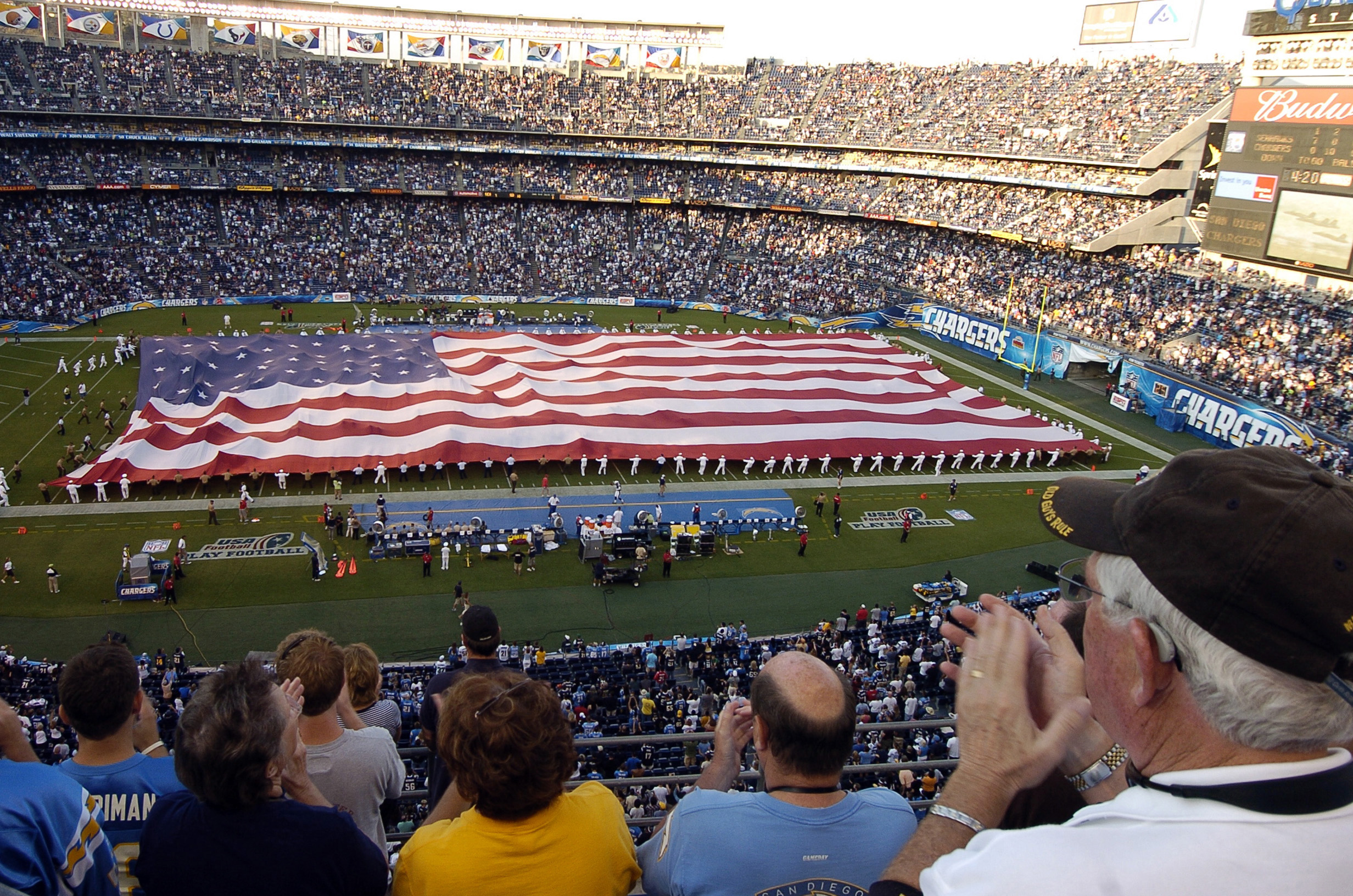
علم الولايات المتحدة في الملعب خلال عزف النشيد الوطني الأمريكي قبل المباراة.
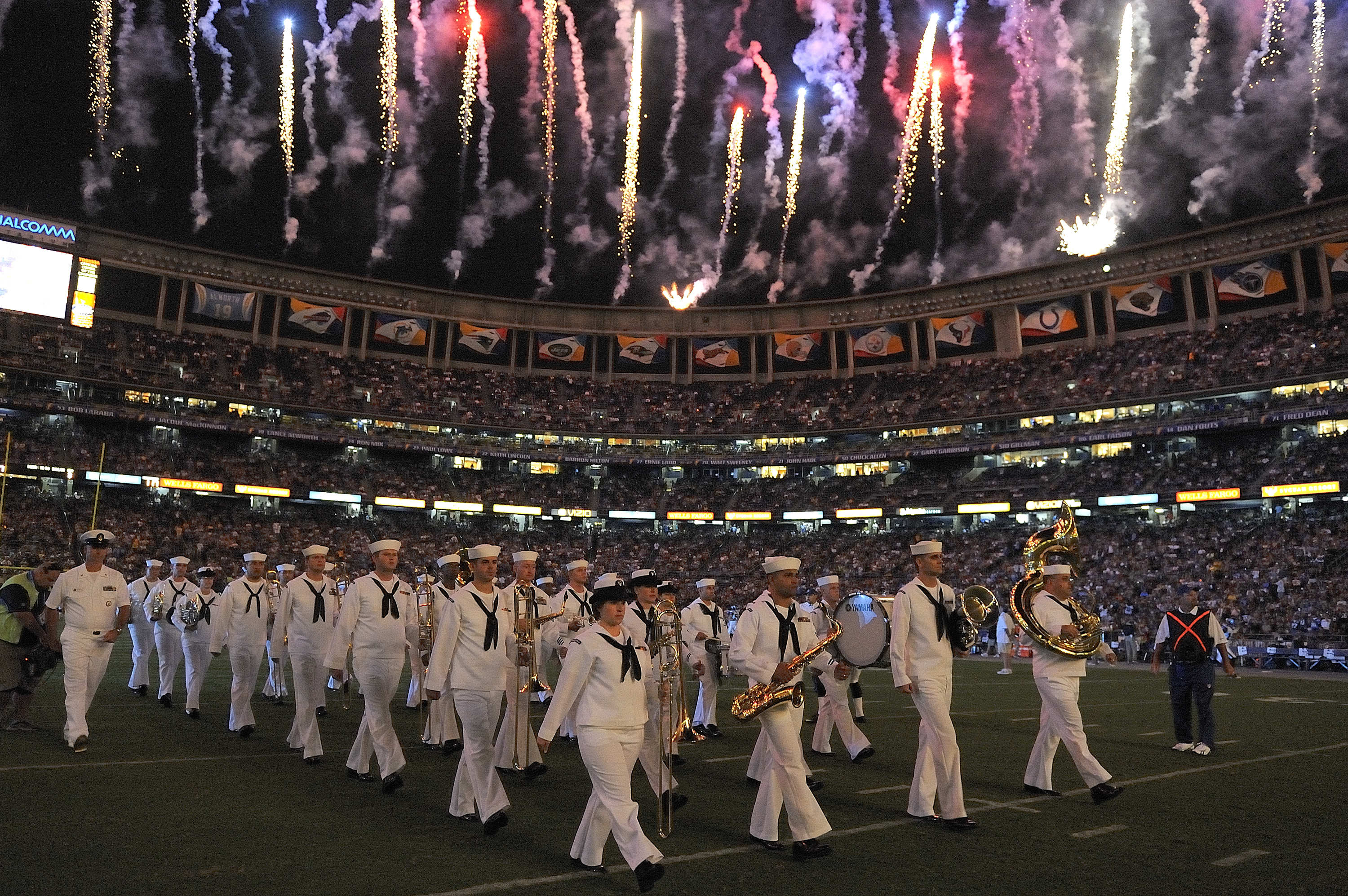
فرقة عزف بحرية الولايات المتحدة خلال عرض الألعاب النارية بمناسبة إفتتاح موسم 2009 في دوري كرة القدم الأمريكية.
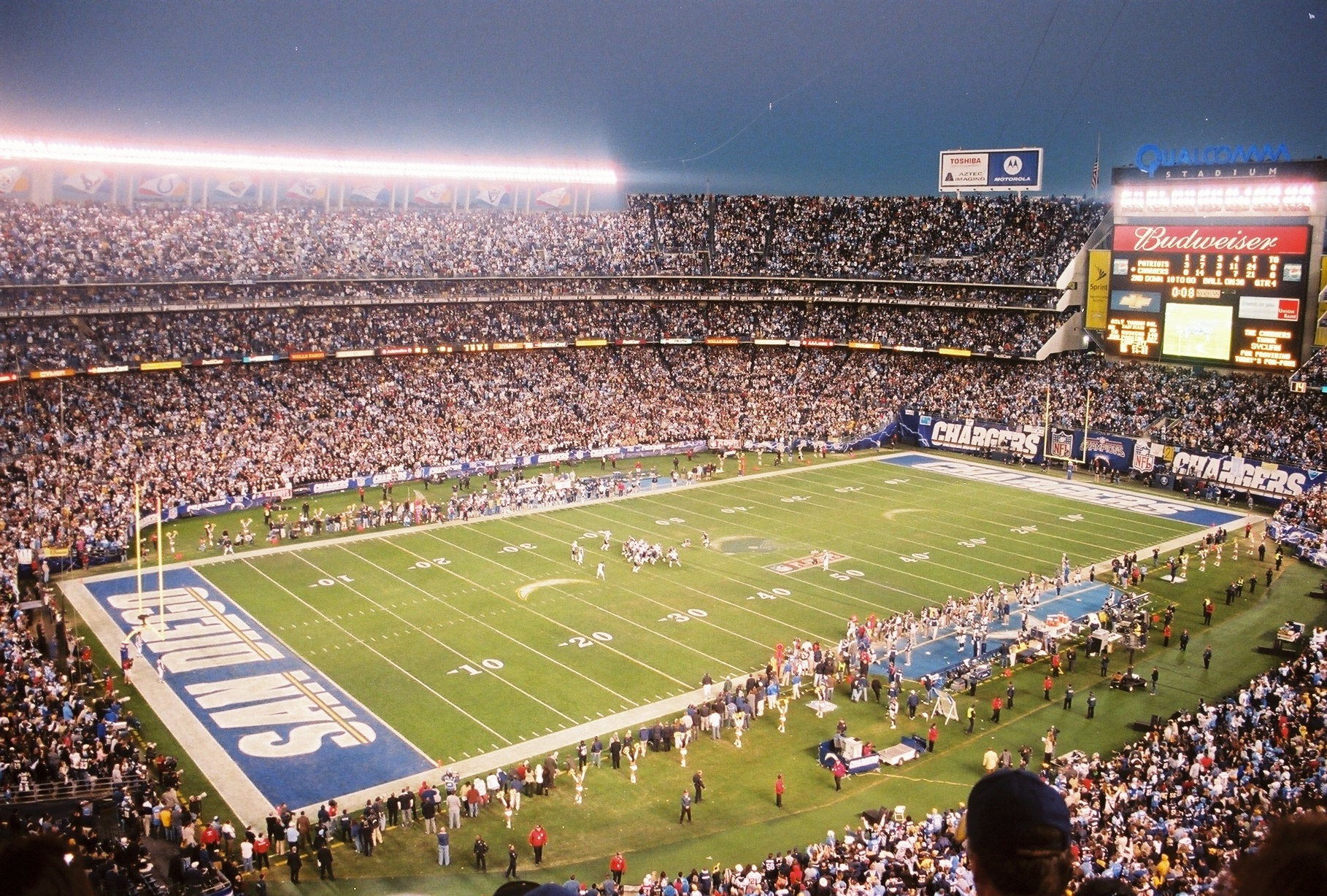
لقطة للملعب ممتلئ عن أخره قبل بداية مباراة فريق سا دييغو تشارجرز.
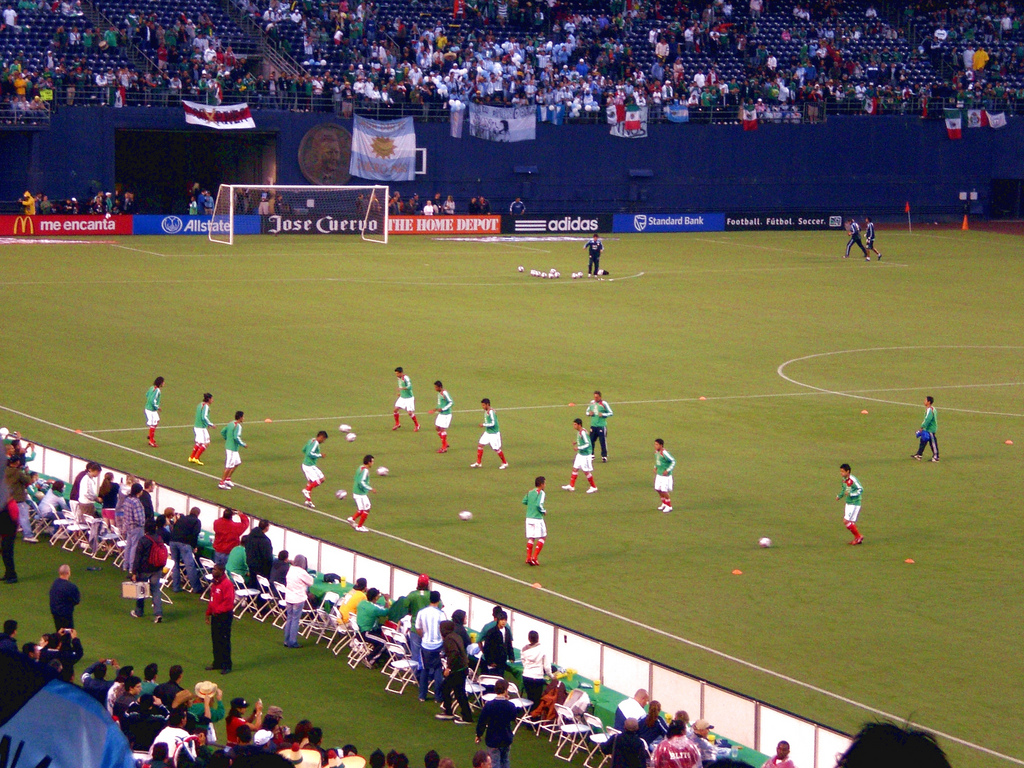
المنتخب المكسيكي يتدرب قبل مباراته الودية ضد الأرجنتين في ملعب كوالكم سنة 2008.